# オレンジホイップ
オレンジホイップ(Orange whip)は、ラム酒、ウォッカ、クリーム、オレンジジュースから作る甘いカクテルである。通常、ミルクセーキのように泡立つようブレンドし、氷を入れたコリンズグラスに注ぐ。

## 他の飲み物
この言葉は、ノンアルコール飲料の商標名にも用いられている。1950年代、Tropical Fruit Companyは、"Orange whip"という自動販売機用の濃縮飲料を販売した。ピンナップモデルで女優のジーン・カーメンは、"Miss Orange Whip"とあだ名されたことがある。米国特許商標庁は、飲料やジュースのチェーン店からの"Orange Whip"商標への様々な出願をリストしている。

## 影響

### ブルース・ブラザース
この飲み物は、映画『ブルースブラザーズ』の公開後に再度人気を博した。映画の中で、ジェイクの保護観察官であるバートン・マーサー刑事（演：ジョン・キャンディ）がジェイクとエルウッドを逮捕するために、映画の重要な資金調達コンサートに出席する。しかし、マーサーは彼らのパフォーマンスを先に見ることを決心し、彼自身と、同席する制服姿の州警察の警官のために飲み物を注文し、「オレンジホイップが欲しいのは誰だ？オレンジホイップ？オレンジホイップ？オレンジホイップを3つ！」と言った後、返事はなかった。
この飲み物の名前は、元の台本には出ていなかったが、当時、オレンジホイップの販売責任者だったKenny Duganは、映画のキャストに軽食を提供しており、映画の中で彼の製品に言及してくれないかと頼んだ。監督のジョン・ランディスはキャンディにこのことを伝え、キャンディはアドリブでこのやりとりを行った。

### その他
- 『THE BLACKLIST/ブラックリスト』第6シーズンの第1エピソードでは、登場人物のDembe Zumaが他の登場人物に、3杯のオレンジホイップが欲しいか尋ねる。
- 『ヴェロニカ・マーズ』第3シーズンの第7エピソード「ガッカリな男たち」（原題：Of Vice and Men）では、主人公の私立探偵ヴェロニカが「卵サンドイッチ？卵サンドイッチ？オレンジホイップ？」と言い、ブルースブラザースを暗示させるシーンがある[4]。
- ロックバンドのセヴン・メアリー・スリーは、2008年のアルバムDay & Nightdrivingの収録曲Strangely at Home Hereの中で、オレンジホイップを「終わらない良い時」と呼んでいる[5]。
- ベイツ大学の男子アルティメットチームは、オレンジホイップと名付けられている[6]。
- 『THE WIRE/ザ・ワイヤー』第1シーズンの第3エピソードThe Buysでは、"Pat's Dad"として知られるクレジットのない登場人物が「オレンジホイップ？オレンジホイップ？オレンジホイップを3つ！」というシーンがある[7]。
- オレンジホイップという語は、アフガニスタン駐留の兵士の間で、駐屯地の食堂で食事することと言う意味のスラングとして用いられている。"The CJ5 FUPLANS section is out orange-whipping"等のように用いられる[8]。
- オーストラリアのビクトリア州リングウッドにあるナイトクラブ「オレンジホイップ」の命名の由来となった[9]。